# Cryptops omissus
Cryptops omissus är en mångfotingart som beskrevs av Ribaut 1915. Cryptops omissus ingår i släktet Cryptops och familjen Cryptopidae.
Artens utbredningsområde är Kenya. Inga underarter finns listade i Catalogue of Life.